# Alice Roberts (anthropologue)
Pour les articles homonymes, voir Alice Roberts et Roberts.
Alice Roberts (née le 19 mai 1973 à Bristol) est une anatomiste, ostéo-archéologue et anthropologue anglaise. Depuis 2001, elle a présenté plusieurs documentaires pour la BBC et Channel 4. 

## Parcours scolaire et médical
Alice est née à Bristol en 1973. Elle suit toute sa scolarité à la Red Maids School. Elle étudie ensuite la médecine et plus précisément l'anatomie à l'université du pays de Galles (qui fait désormais partie de l'université de Cardiff) et obtient son diplôme en 1997. Elle travaille ensuite comme médecin dans un hôpital situé dans le sud du pays de Galles, puis décide de retourner dans sa ville natale en 1998. En 1999, elle obtient un poste d'assistante en anatomie à l'université de Bristol. Par la suite, elle devient professeur dans cette même université et enseigne l'anatomie clinique, l'embryologie et l'anthropologie physique.
Passionnée par les os et ce qu'ils peuvent nous apprendre sur notre histoire, Alice se lance dans une thèse en paléopathologie. Ne pouvant travailler qu'à mi-temps sur ce projet, elle met sept ans avant de le finaliser et de recevoir un doctorat dans cette discipline. Elle souhaite aujourd'hui devenir maître de conférences en anatomie.

## Parcours télévisuel
En 2001, Alice Roberts fait ses débuts à la télévision dans l'émission Time Team Live diffusée sur Channel 4 Elle y intervient d'abord en tant que spécialiste des os, puis comme présentatrice dans de nombreux épisodes, y compris le spin-off intitulé Extreme Archaeology.
Très vite remarquée par la BBC, Alice Roberts a écrit et présenté plusieurs documentaires sur la chaîne BBC Two depuis 2007.
Le premier d'entre eux est diffusé en janvier de cette année-là. Il est consacré à l'anatomie et la santé et s'intitule Dr Alice Roberts: Don't Die Young.
Le 10 mai 2009, Alice est de retour sur les écrans britanniques avec le documentaire The Incredible Human Journey. Ce programme retrace le parcours des premières migrations humaines. Il se divise en cinq parties intitulées « Out of Africa », « Asia », « Europe », « Australia » et « The Americas »
Elle travaille aujourd'hui sur la suite de ce documentaire.
En septembre 2009, elle coprésente un documentaire d'une heure intitulé A Necessary Evil?. Ce documentaire a pour sujet les tristement célèbres William Burke et William Hare, deux tueurs en série écossais ayant vécu au XIXe siècle, qui revendaient les cadavres de leurs victimes à la science afin qu'ils soient disséqués
En août 2010, elle présente le documentaire Wild Swimming sur la chaîne BBC Four. En s'inspirant du livre Waterlog publié par Roger Deakin, Alice Roberts part nager dans des cours d'eau "sauvages" d'Angleterre
Deux mois à peine après la diffusion de ce documentaire, Alice Roberts est de retour à la télévision avec un programme intitulé Digging for Britain. Comme pour The Incredible Human Journey, le documentaire est divisé en plusieurs épisodes correspondant à quatre périodes différentes de l'histoire du Royaume-Uni : The Romans, Prehistory, Anglo-Saxons et The Tudors
Alice Roberts est également coprésentatrice occasionnelle de la série de documentaires Coast consacrée à la géographie et l'environnement et diffusée par la BBC

## Vie personnelle
Alice Roberts vit à Bristol avec sa fille et son mari qu'elle a rencontré à Cardiff en 1997 lorsqu'ils étaient tous deux étudiants Elle a confié être végétarienne lors d'une interview accordé à John McCarthy. En dehors de la science, elle a une passion pour l'art, et plus particulièrement pour l'aquarelle, ainsi que pour le surf, le cyclisme et le jardinage

## Publications

### Livres
- (en) Alice Roberts, The Complete Human Body, Londres, Dorling Kindersley, 2010, 512 p. (ISBN 978-1-4053-4749-5)
- (en) Alice Roberts, The Incredible Human Journey, Londres, Bloomsbury Publishing plc, 2009 (ISBN 978-0-7475-9839-8)
- (en) Alice Roberts, Don't Die Young : An Anatomist's Guide to Your Organs and Your Health, Londres, Bloomsbury Publishing plc: London, 2007, 2007, 271 p. (ISBN 978-0-7475-9025-5)
- (en) Kate Robson-Brown et Alice Roberts (eds.), BABAO 2004 : proceedings of the 6th annual conference of the British association for biological anthropology and osteoarchaeology, University of Bristol, Oxford, England, British Archaeological Reports, 2007, 81 p. (ISBN 978-1-4073-0035-1, LCCN 2007386532)

### Articles scientifiques
- (en) Alistair M. Lockwood et Alice M. Roberts, « The anatomy demonstrator of the future: An examination of the role of the medically-qualified anatomy demonstrator in the context of tomorrow's doctors and modernizing medical careers », Clinical Anatomy, vol. 20, no 4,‎ 2007, p. 455–459 (PMID 17072876, DOI 10.1002/ca.20427)
- Alice Roberts, K. Robson-Brown, J.H. Musgrave et I. Leslie, « A case of bilateral scapholunate advanced collapse in a Romano-British skeleton from Ancaster », International Journal of Osteoarchaeology, vol. 16, no 3,‎ 2006, p. 208–220 (ISSN 1099-1212, DOI 10.1002/oa.817)